# Àlvar Maduell i Sancho
Àlvar Maduell i Sancho   (Barcelona, 19 de juliol de 1936) amb nom de ploma Àlvar Maduell, ha estat periodista, lingüista, historiador i és doctor en filosofia i magister lul·lià.
La tesi doctoral defensada a Roma (1964) criticà la filosofia del sistema de premsa franquista fins llavors vigent. Va ser redactor de Vida del Concili, primer diari en català sota Franco.
Col·laborà en la confecció dels quatre volums del Salvat Català i en alguns de la Gran Enciclopèdia Catalana. En diverses èpoques ha estat director de Criterion, L'Esplai, La Font del Be, Correspondència de Diàleg Eclesial, Jóvenes Ahora, Granollers Informatiu i Plaça Gran. Va ser redactor i també editorialista quasi únic a Mundo Diario. S'encarregà del setmanal «Full Català» d'Hoja del Lunes i fou col·laborador de Rodamón.
Va promoure la ideologia del projecte de Televisió Catalana i va redactar-ne la crida popular repartida en milers de fullets.
Vindicà Ramon Llull com a primer teòleg de la Immaculada. Membre de la Convenció per la Independència Nacional, arran del Concili Vaticà II va reclamar la creació d'una Conferència Episcopal Catalana. Descobrí i reedità el Catecisme en vers de Josep Baborés, del qual publicà també, anotada, La Guerra del Francès a Gualba.
Redimensionà el significat de l'anomenada Renaixença amb l'aportació documentada d'unes cinc-centes obres i cent quaranta-quatre autors publicats en català entre 1801 i 1833.
Ha publicat 27 llibres de la col·lecció Maduixer, entre ells Aplec de plagis (2012) i Polèmica sobre el català dialecte en ple franquisme (2017). Per iniciativa d'amics seus i amb la denominació imposada per ells, des del 1995 ha funcionat el CEAM (Centre Excursionista Àlvar Maduell).

## Obres selectes
- 2007: Recatalar. Reciclar català sobre paper de diari. Breus columnes de Jeroni Girona a la premsa (col·lecció Maduixer).
- 2015: Frares i capellans assassinats durant el Trienni Liberal
- 2018: Franquillons. Reviscolats branquillons franquistes d'una democràcia suspecta
- 2018: L'autor del vers "Pus parla en català...". Ciril Bofill
- 2020: Plagiada la «Diversió de realistes» de Josep Babot (1824). El poema carlí del 1839 va ser una afusellada poc camuflada
- 2020: Autors editats en català entre 1801 i 1833. Segona edició ampliada